# برتران مارشان
برتران مارشان (بالفرنسية: Bertrand Marchand) (و. 1953  م) هو لاعب ومدرب كرة قدم، من فرنسا، ولد في دينان، لعب في مركز الوسط.

## روابط خارجية
- برتران مارشان على موقع قاعدة بيانات كرة القدم.إي يو (الإنجليزية)
- برتران مارشان على موقع عالم كرة القدم.نت (الإنجليزية)